# Rocky Point (New South Wales)

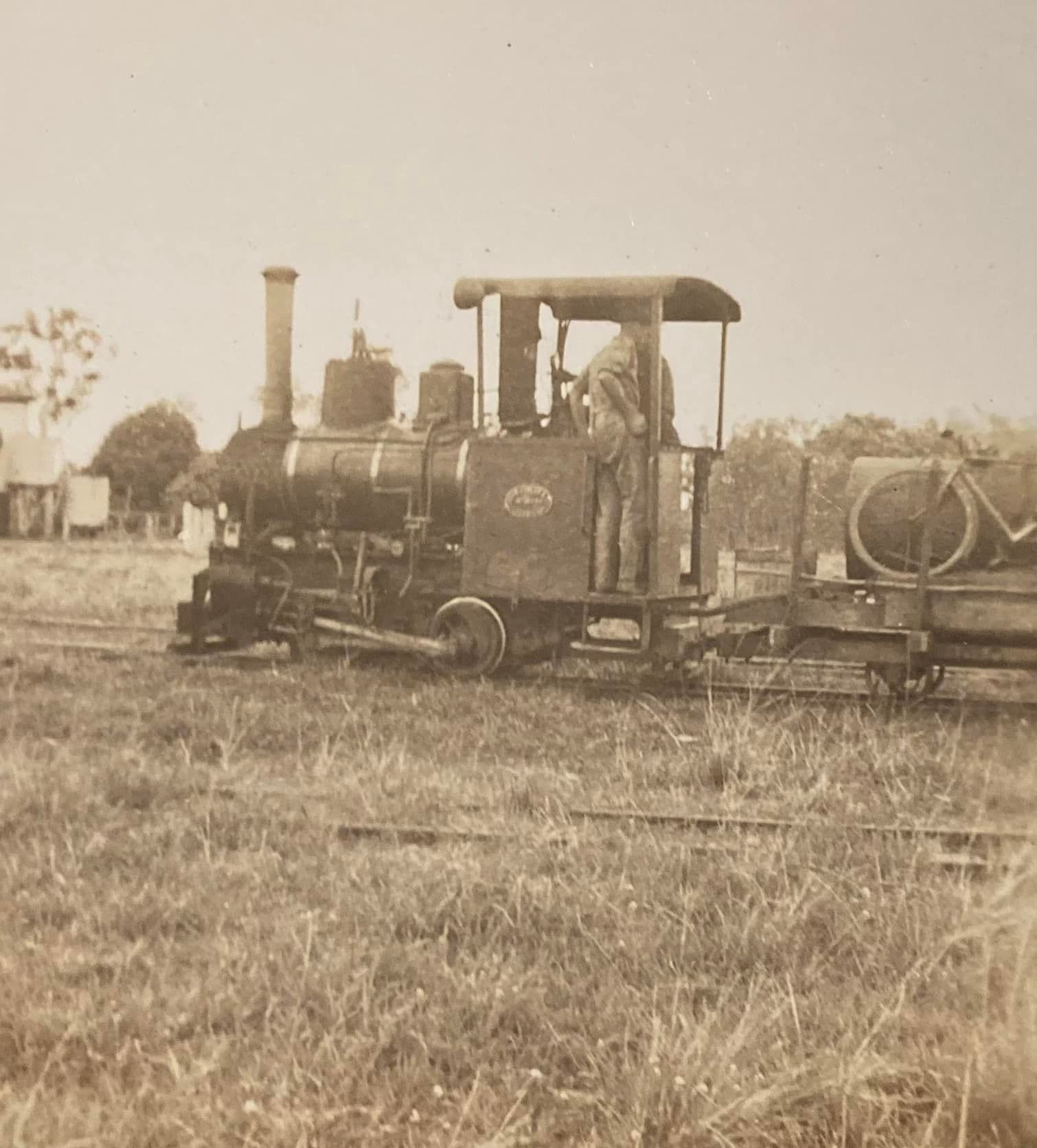
Locomotora en Rocky Point

Rocky Point es un suburbio de la región de la Costa Central de Nueva Gales del Sur, Australia. 

## Geografía
Forma parte de las áreas de gobierno local del Consejo de la Costa Central de Nueva Gales del Sur. Se encuentra a unos 68 km de la capital, Sydney, y tiene una superficie de 0,127 km2. Rocky Point tiene una población registrada de 262 (2021) habitantes y está en la zona horaria Australia/Sydney. Rocky Point marca el flanco norte del tramo de playa de Minnie Water